# St. Wenzeslaus (Litzendorf)

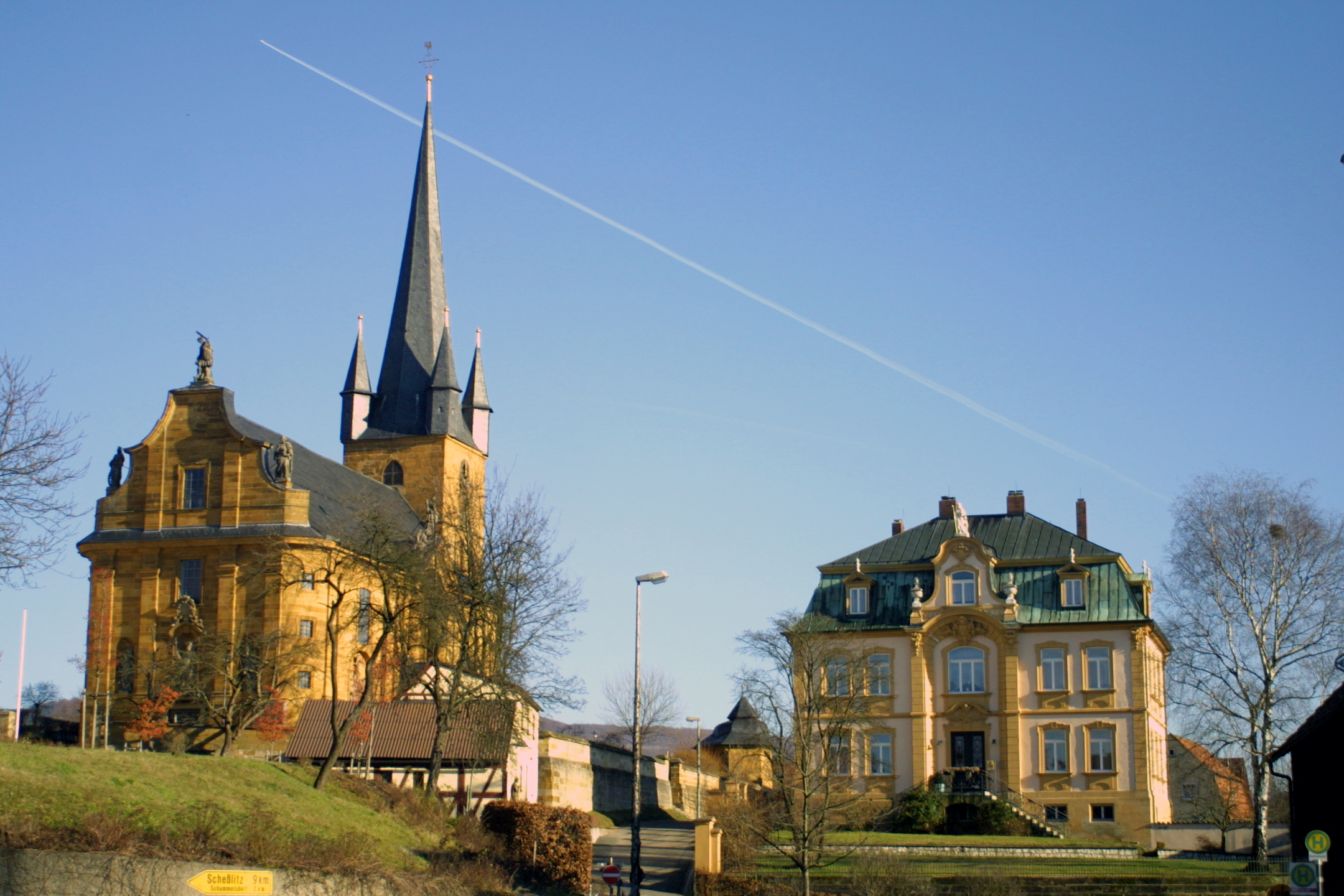
Kirche und Pfarrhaus von Westen

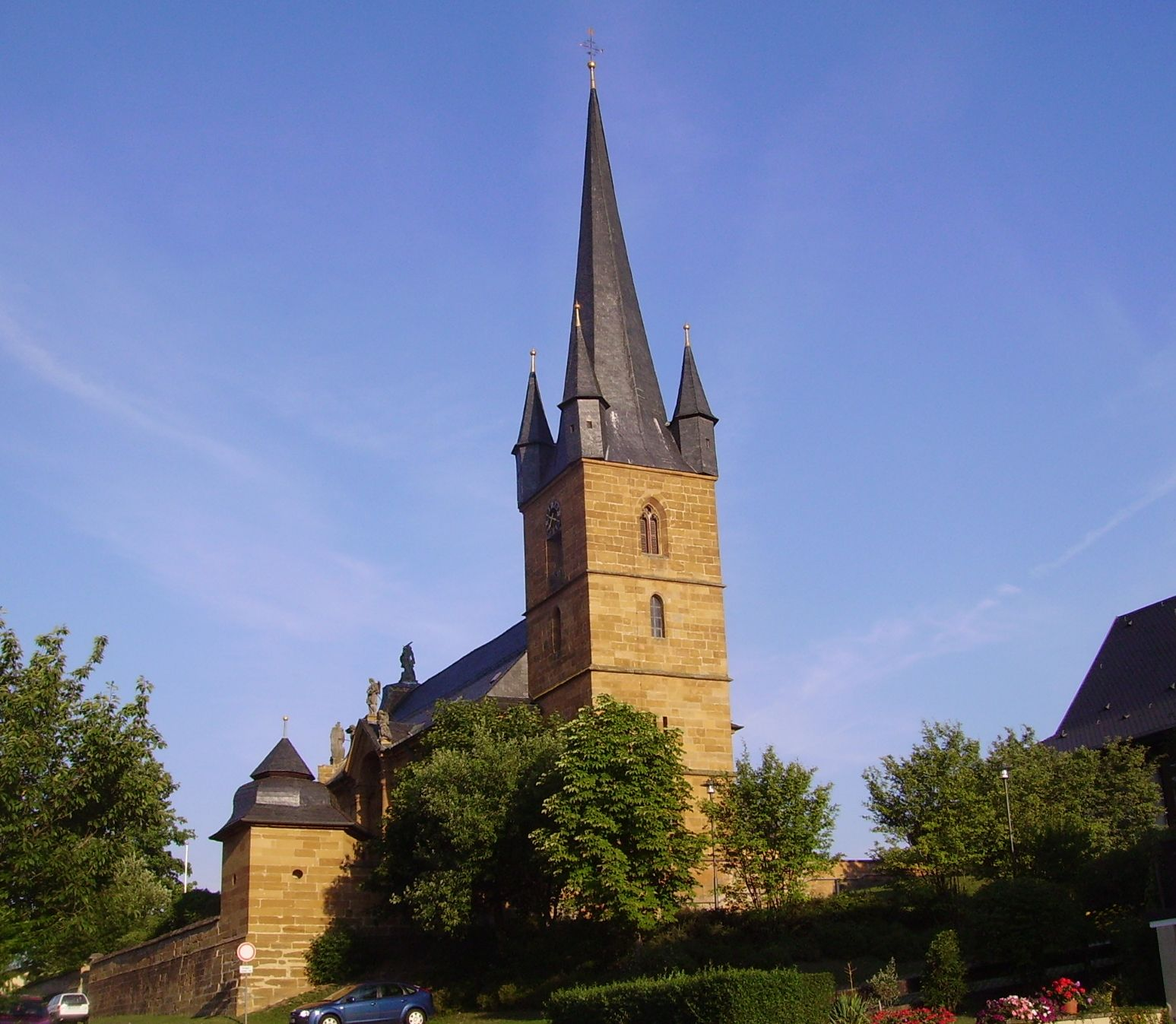
Chorturm von Osten

Die Kirche St. Wenzeslaus ist die römisch-katholische Pfarrkirche von Litzendorf im oberfränkischen Landkreis Bamberg. Der stattliche Barockbau wurde von 1715 bis 1718 nach den Plänen von Johann Dientzenhofer errichtet. Sie ist eine der wenigen Landkirchen, an deren Neuerrichtung oder Umbau der Bamberger Hofbaumeister persönlich beteiligt war.

## Lage
Die barocke Chorturmkirche ist aus leuchtend goldgelbem Eisensandsteinquadern errichtet und im Ellertal schon von Weitem zu sehen, besonders wenn man sich auf der Staatsstraße 2281 von Bamberg her nähert. Sie steht am Nordostrand des Dorfes und bildet ein Ensemble mit dem nördlich der Kirche stehenden Rathaus und dem südlich gelegenen Pfarrhof. Während das zweigeschossige Rathaus mit Hochparterre und Walmdach, das früher als Schulgebäude diente, bereits 1841 entstand, wurde der Pfarrhof in den Jahren 1897/98 im neobarocken Villenstil erbaut. Wie die Pfarrkirche besitzt letzterer eine Schaufassade auf der Westseite.

## Geschichte

### Wahl des Patroziniums
Die Wahl des böhmischen Herzogs und Nationalheiligen Wenzeslaus als Kirchenpatron geht wahrscheinlich auf den Bamberger Fürstbischof Lamprecht von Brunn (1374–1398/99) zurück, der ein enger Berater des in Prag residierenden Kaisers Karl IV. und Kanzler seines Sohnes Wenzel war. Das Grab des heiligen Wenzel befindet sich im Prager Veitsdom.

### Baugeschichte
Als Litzendorf im Jahr 1406 von der Mutterpfarrei Amlingstadt abgetrennt und zur selbstständigen Pfarrei erhoben wurde, stand an der Stelle der heutigen Kirche bereits eine dem heiligen Wenzeslaus geweihte Kapelle. Diese reichte etwa bis zur heutigen vierten Kirchenbank von Osten. Fundamente dieses Baus wurden bei Ausgrabungen für einen Heizungsschacht im Jahr 1972 gefunden.
Der Vorgängerbau der heutigen Kirche entstand im Jahr 1467 im spätgotischen Stil. Als sich gegen Ende des 17. Jahrhunderts zunehmende Bauschäden zeigten, war man in der Behebung dieser Schäden zögerlich. Erst der 1702 als Pfarrer eingesetzte Johann Christoph Reinhard ging das Problem energisch an. Deshalb ließ er den Bau durch den Bamberger Hofbaumeister Johann Dientzenhofer begutachten. Dieser stellte im Jahr 1713 fest, dass sich eine Renovierung nicht mehr lohne. Deshalb beauftragte Reinhard Dientzenhofer mit der Errichtung eines neuen Langhauses, das an den bestehenden Chorturm angefügt werden wurde.
Noch im Jahr 1713 begannen die Vorbereitungen für einen Neubau. So wurden im am Stammberg große Eisensandsteinquader gebrochen und von den Bauern gegen ein Trinkgeld von einem Pfenning je Quader ins Dorf gefahren. Zeitgleich trat man in Verhandlungen mit dem Forstamt ein, um im Hauptsmoorwald und am Stammberg Bauholz schlagen zu dürfen. Außerdem waren zwölf Arbeiter damit beschäftigt, das Dach der alten Kirche abzudecken. Orgel und Seitenaltäre wurden eingelegt. Dientzenhofer selbst erstellte die Pläne für den Neubau und handelte den Vertrag mit seinen Auftraggebern aus, der am 8. August 1715 unterzeichnet wurde. Demnach hatte die Pfarrei Litzendorf Gerüstholz, Klammern, Bretter, Seile, Schubkarren, Schaufeln und Pickel zu stellen. Im Sommer 1715 erfolgte die Grundsteinlegung, noch im selben Jahr konnte das Dach des Neubaus aufgerichtet werden. Dafür waren 105 Männer im Einsatz. Aufgrund der geringen Finanzkraft der Bewohner Litzendorfs musste auf eine Stuckdecke im Langhaus, wie damals bei derart repräsentativen Bauten üblich, verzichtet werden.
Am 18. September 1718 konnte der Bau von Weihbischof Johann Werner Schnatz konsekriert werden. Kurz zuvor war über dem Hauptportal auf der Westseite das noch heute vorhandene Wappen des Bamberger Fürstbischofs Lothar Franz von Schönborn angebracht worden. Außerdem war der Innenraum getüncht und mit zwölf Kreuzen bemalt worden. Aufgrund der hohen Kosten konnte die übrige Ausstattung erst im Laufe der nächsten 16 Jahre beschafft werden. Der Hochaltar und die beiden Seitenaltäre kamen zwischen 1720 und 1723 in die Kirche, der Taufstein beispielsweise erst 1734.

## Architektur und Ausstattung

### Außenbau

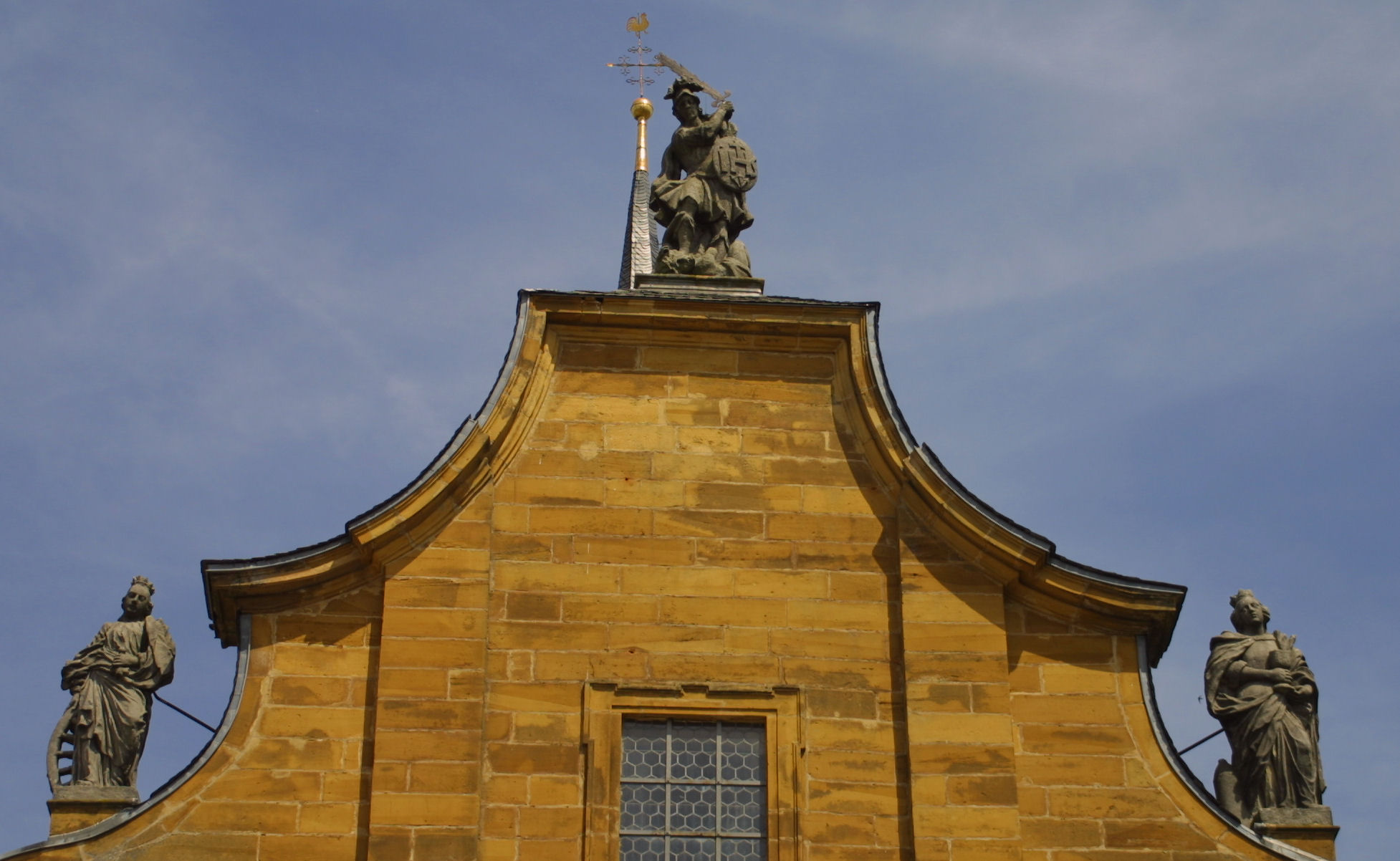
Giebel über dem Westportal

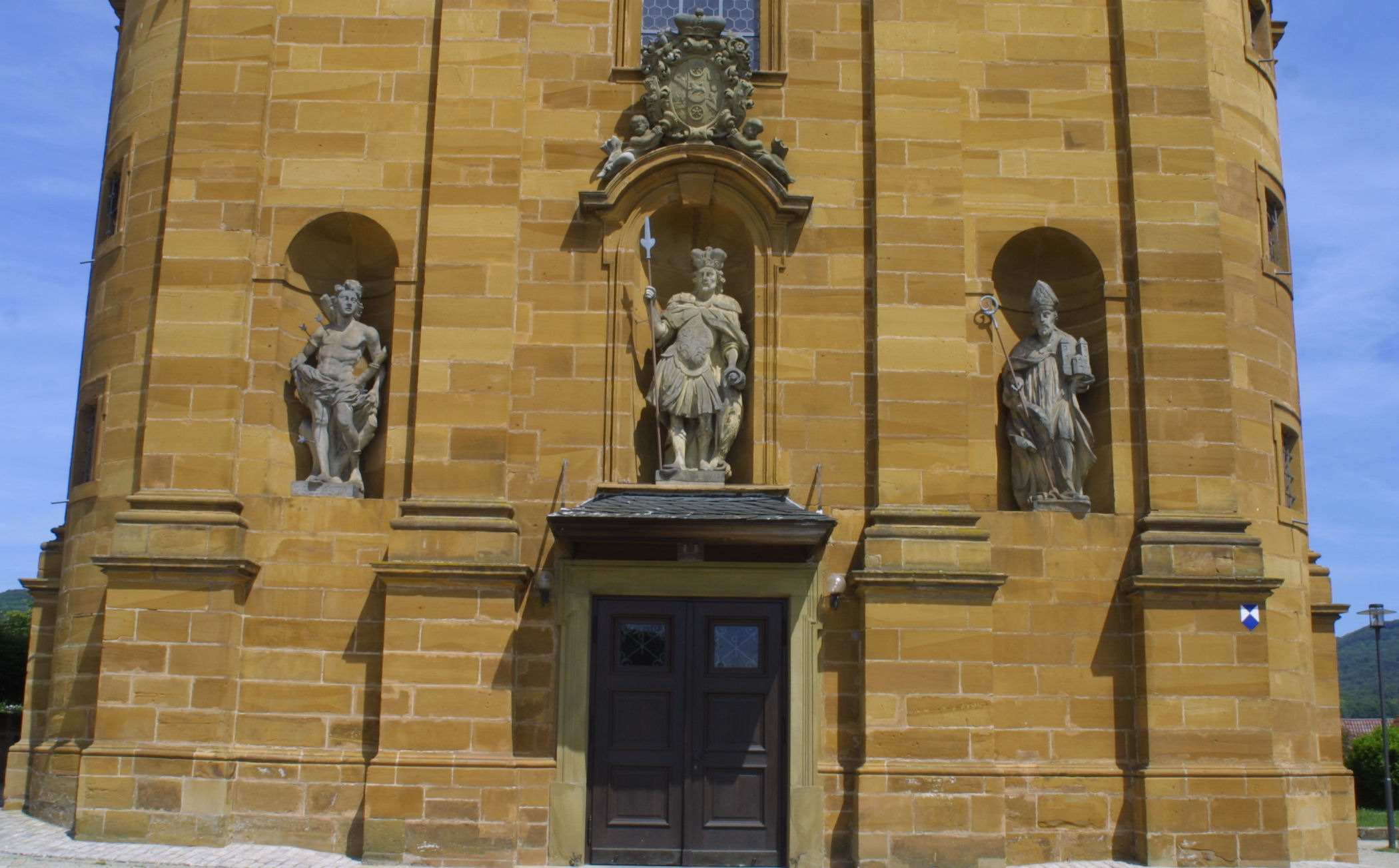
Westportal

Der Turm mit seinen Scharwachttürmen ist noch im gotischen Stil, während das Kirchenschiff mit seiner mächtiger Kolossalgliederung barock ist.
An und über dem Westportal, stehen Skulpturen der folgenden Heiligen (von links nach rechts)
|  | Katharina von Alexandrien Katharinas Attribut ist das Rad, das das Folterwerkzeug ihres Martyriums Rad sein sollte.                                                |
|  | Erzengel Michael Ganz oben am Giebel steht Michael mit dem Flammenschwert, der den Luzifer besiegt.                                                                |
|  | Barbara von Nikomedien Ihr Attribut ist der Turm, denn ihr Vater versuchte sie von der Außenwelt abzuschirmen und sperrte sie in einen eigens dafür gebauten Turm. |
|  | Märtyrer Sebastian Er wird von Pfeilen durchbohrt dargestellt. |
|  | Kirchenpatron Wenzeslaus Zu seinen Attributen zählen der Schild, Lanze und das Schwert.                                                                            |
|  | Wolfgang von Regensburg Wolfgang wird im Ornat mit Bischofsstab und Kirchenmodell dargestellt.                                                                     |

### Innenraum

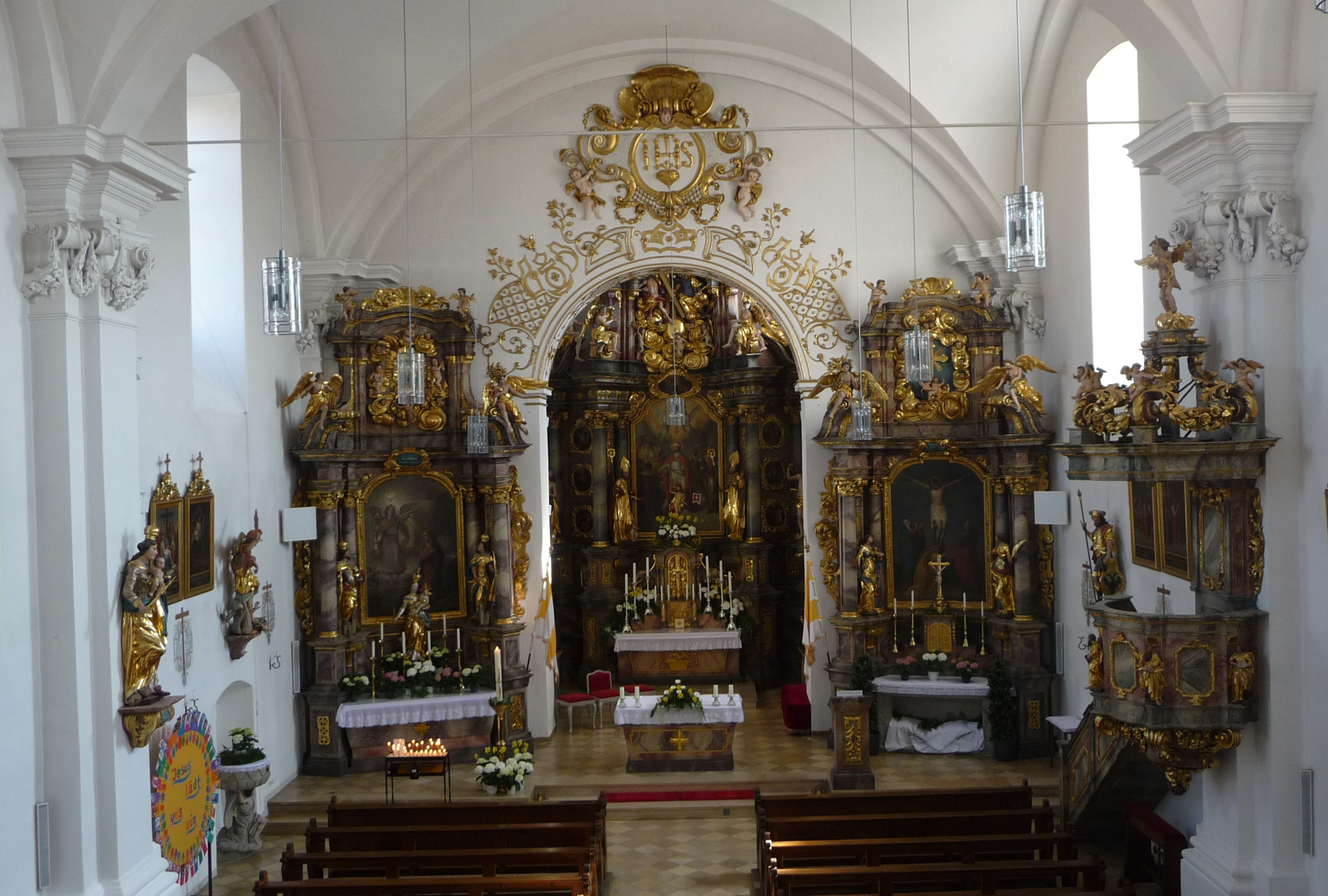
Innenansicht

Das dreijochige Langhaus mit Pilastergliederung verfügt über ein Kreuzgratgewölbe.
Im Inneren der Kirche finden sich folgende Heiligenstatuen, die überwiegend von dem Bildhauer Leonhard Gollwitzer stammen:

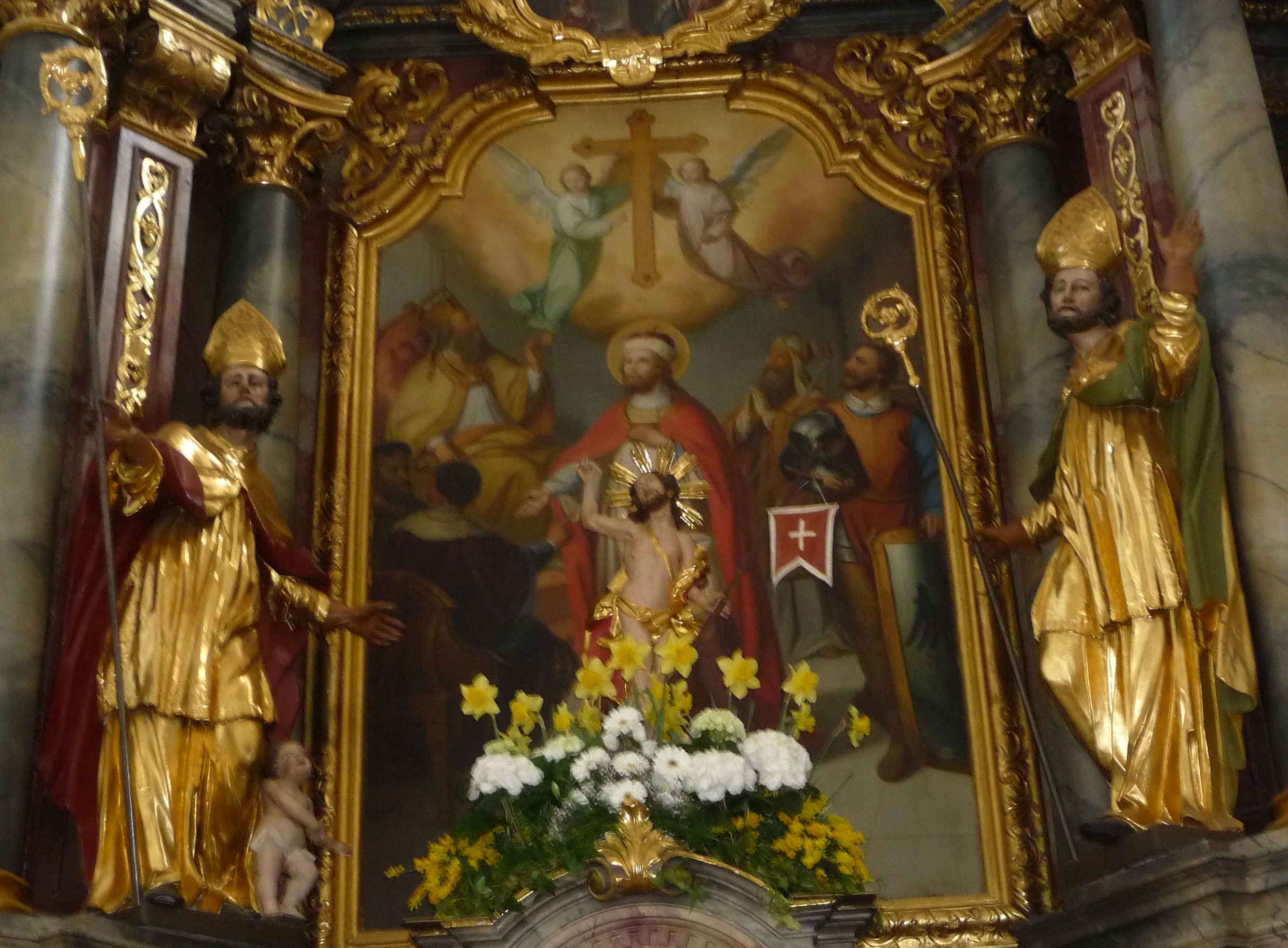
Hochaltar
Auf dem Hochaltar stehen die folgenden Heiligenfiguren:
|  | der heilige Bischof Wolfgang von Regensburg Er befindet sich auch am Westportal. |
|  | der heilige Bischof Nikolaus von Myra                                            |
|  | Johannes der Täufer                                                              |
|  | der Märtyrer Sebastian Er befindet sich auch am Westportal.                      |

Rechter Seitenaltar
Zwei der 14 Nothelfer, Barbara von Nikomedien und Katharina von Alexandria
Linker Seitenaltar
Die Bistumsheiligen des Bistums Bamberg, Kaiser Heinrich II. und seine Frau Kunigunde von Luxemburg, mit je einer Hälfte des Bamberger Doms
Rechte Seitenwand
Sankt Salvator, der Kirchenpatron Wenzeslaus und Josef von Nazaret
Linke Seitenwand
Der Erzengel Michael, Johannes Nepomuk und Anna selbdritt
Rückwand
Der Heilige Antonius von Padua und ein Marienbildnis

## Geläut
Die Kirche besitzt vier Glocken, von denen die älteste aus dem Jahr 1430 stammt. Diese übernimmt den Viertelstundenschlag. Die jüngste Glocke wurde im Jahr 1999 gegossen.